# Raj Ramayya
Raj Ramayya es un cantante y compositor indio, nacido en Saskatchewan, Canadá. Actualmente forma parte del dúo musical Beautiful Losers, junto con el guitarrista Brett Boyd.
Como cantautor y letrista, Raj Ramayya ha sido un gran intérprete de gran solidez dentro de la escena musical a nivel internacional. Además ha colaborado con reconocidos artistas en cuanto en composiciones y con sus respectivos temas musicales como Yoko Kanno (Gundam, Cowboy Bebop, Ghost in the Shell, Wolfs rain), Tatsuya Oe (Hotei, Captain Funk), Chris Mosdell (Eric Clapton, YMO, Sarah Brightman) y con el gurú Ron Sexsmith. Raj Ramayya también ha escrito y compuesto temas musicales para dos películas clásicas animadas como "Cowboy Bebop OST" y "Wolfs Rain OST". También ha escrito y compuesto temas musicales para unos 250 jingles o anuncios publicitarios para la televisión, contribuyendo además en las bandas sonoras. 

## Filmografía

### Televisión
- The Millenium Hits on TV-"Time To Go" (NTT Docomo Winter Campaign) (2000)
- Strange Dawn (2002) - Jorg
- TV Series Soundtrack- 48hrs Japan (2003)
- Anime Movie Soundtrack- Wolfs Rain (2003)
- Documentary Soundtrack-Cosmic Current- CBC (2004)
- Movie Soundtrack-Cowboy Bebop- "Tank The Best" (2004)
- MTV Japan-"The World Of Golden Eggs" theme song (2005)
- TV series- Eigoryan!- NHK Japan (2006)
- Documentary Soundtrack-Mad Cow,Sacred Cow-CBC (2008)
- MTV- "The World Of Golden Eggs" Theme song (2008)
- Soundtrack-"Landings" SCN/CBC (2009)
- Captain Funk Album-Sunshine-Model Electronic (2009)
- Little Charo 2 (2010) - Duma
- Yoichiro Itoh AKA Akakage - I'm Your Clown- Universal Japan (2010)
- Kevin Penkin ft. - Underground River - Made in Abyss Soundtrack (2017)

### Vídeos
- Game Soundtrack-Guitar Freaks 6th Mix-Konami Entertainment/Playstation (2001)
- Game Soundtrack- Drummania 5th Mix-Konami Entertainment/Playstation (2001)
- Shenmue II (2002) - Additional Voices
- Steel Battalion (2002) - Additional Voices
- Game Soundtrack-Gungrave (2003)
- Resident Evil: Dead Aim (2003) - Bruce McGivern
- Bloody Roar 4 (2003) - Bakuryū
- Game Soundtrack-Good Cool-Ultra Expander-Konami (2005)
- Game Soundtrack-'Racer"-Sega (2006)

## Discografía
- CAPTAIN FUNK - Songs of the Siren (2000)
- Jazz Com Bossa - Omnibus (2000)
- Movie Soundtrack-Chin Chiro Mai (2000)
- CAPTAIN FUNK  - LOSIN' MY WAY (2001)
- Movie Soundtrack-Cowboy Bebop- "Knocking On Heavens Door" (2001)
- Movie Soundtrack- Tonari No Hito-Director Alec Macauley (2002)
- Bobby Sue And Skinny Jim - Guitarfreaks & Drummania Best Tracks (2003)
- Reggae Classics Album-Avex Trax (2003)
- Group Sounds Compilation Album-Avex Trax (2003)
- The Beautiful Losers album- Eponymous (2003)
- The Beautiful Losers - "Peace,Love and X-mas" (2005)
- Sony Music website theme-Sony Music (2006)
- Move Me - V-Rare Soundtrack 14 - Beatmania IIDX 11 -IIDX Red (2006)
- Bhang Lassi Allbum-"Real Refresher"- Dynastic Records (2006)
- Make Me Your Own - BeatmaniaIIDX14 Gold Original Soundtrack (2007)
- City Lights album- Flower Records (2007)
- Captain Funk-Heavy Metal- Model Electronic (2007)
- Captain Funk -Heavy Mellow- Model Electronic (2007)
- Akakage Album-"Come Down To My Place" (2008)
- Disney Mobile contents- "Alice In Wonderland","Chim Chiminee","The Circle Of Life" (2008)
- Make Me Your Own - Beatmania IIDX -Super Best Box- Vol.2 (2009)
- Make Me Your Own - DJ Hico - Meets Beatmania IIDX - Nonstop Mix By DJ Hico (2010)
- STUDIO APARTMENT (2010)
- The Beautiful Losers Album- Four Corners Of A Tiny Planet"- Strawberry Hill Music (2010)